# Misdongard Betoligar
Misdongard Betoligar (auch Misdongard Betolngar; * 26. September 1985 in N’Djamena) ist ein ehemaliger Fußballnationalspieler aus dem Tschad.

## Karriere

### Verein
Betoligar begann seine Karriere im Tschad beim Renaissance FC in seiner Heimatstadt N’Djamena. Er spielte dann für Union Douala und war der Top-Scorer der Première Division in der Saison 2007. Zunächst probeweise und dann fest eingestellt wurde er danach vom FK Roter Stern Belgrad. Misdongard spielte sein erstes Spiel gegen Olympiakos Piräus und erzielte in diesem, seinem sechsten Spiel sein erstes Tor für seinen neuen Arbeitgeber. Im Dezember 2008 verließ er Roter Stern Belgrad und wechselte zum FK Budućnost Podgorica, ein halbes Jahr darauf unterschrieb er beim FK Metalac Gornji Milanovac. Es folgten weitere Stationen bei FK Mladost Lučani, FK Borac Čačak und FK Sloga Kraljevo, ehe er im Dezember 2015 die Karriere bei seinem Heimatverein Renaissance FC beendete.

### Nationalmannschaft
Für die Nationalmannschaft des Tschad absolvierte Betoligar von 2006 bis 2012 dreizehn Spiele, in denen er drei Tore erzielen konnte.

## Erfolge
- Tschadischer Meister: 2004, 2005, 2006
- Torschützenkönig Championnat National: 2005
- Torschützenkönig Première Division: 2007